# Казанцевська сільська рада (Тальменський район)
Каза́нцевська сільська рада (рос. Казанцевский сельский совет) — сільське поселення у складі Тальменського району Алтайського краю Росії.
Адміністративний центр та єдиний населений пункт — село Казанцево.

## Населення
Населення — 279 осіб (2019; 343 в 2010, 495 у 2002).